# U 261
U 261 war ein deutsches U-Boot des Typs VIIC, das von der deutschen Kriegsmarine während des Zweiten Weltkrieges gegen alliierte Geleitzugrouten im Nordatlantik eingesetzt wurde.

## Technische Daten
Das Boot gehörte zu dem fünften Bauauftrag, der von Seiten der Kriegsmarine an die Vegesacker Werft der Bremer Vulkan erging. Dort wurde U 261 am 17. Mai 1941 mit der Baunummer 026 auf Kiel gelegt Ein U-Boot des Typs VII C hatte eine Länge von 67 m und verdrängte 865 m³ unter Wasser. Der Antrieb erfolgte durch zwei Dieselmotoren, die über Wasser für eine Geschwindigkeit von 17 Knoten (kn) sorgten. Bei der Unterwasserfahrt ermöglichten zwei Elektromotoren eine Geschwindigkeit von 7 kn. Die Bewaffnung von U 261 bestand aus einer 8,8-cm-Kanone und einer 2-cm-Flak C/30 an Deck sowie vier Bugtorpedorohren und ein Hecktorpedorohr. Ein VII C-Boot führte üblicherweise 14 Torpedos mit sich. Wie die meisten deutschen U-Boote seiner Zeit führte auch  U 261 ein bootsspezifisches Zeichen, ein sogenanntes Maling, am Turm. Es handelte sich um einen rot-weißen Wappenschild mit einem Schlüssel und einem Kreuz.

## Einsatzgeschichte
U 261 wurde am 28. März 1942 durch Oberleutnant zur See Hans Lange in Dienst gestellt und der 8. U-Flottille zugeteilt, einer Ausbildungsflottille, die zu dieser Zeit in Danzig stationiert war. Kommandant Lange unternahm zunächst entsprechend Ausbildungsfahrten in der Ostsee zum Einfahren des Bootes und zum Training der Besatzung. Im September des Jahres 1942 wurde das Boot der in Saint-Nazaire stationierten 6. U-Flottille zugeteilt, bei der es bis zu seiner Versenkung verblieb. Das Boot brach am 8. September 1942 von Kiel aus zu einer Unternehmung auf. Als Operationsgebiet war der Nordatlantik vorgesehen, allerdings wurde das Boot bei der Anfahrt bereits versenkt.  U 261 war der U-Bootgruppe Pfeil zugeordnet worden, einer von drei U-Bootgruppen, die nach Maßgabe der von Karl Dönitz entwickelten Rudeltaktik auf den Routen der Nordatlantikgeleitzüge den Kampf mit alliierten Konvois suchen sollten.  Am 15. September meldete U 221 den stark gesicherten Geleitzug ON 129 der auf dem Weg von Großbritannien nach Nordamerika war. Kommandant Lange wurde angewiesen, mit U 261 die von Trojer gemeldete Position anzulaufen. Allerdings wurde sein Boot von einem britischen Bomber des 58. RAF-Geschwaders entdeckt, als es westlich von Schottland den Rockall-Trog passierte.

### Versenkung
Ein Whitley-Bomber unter dem Piloten B. F. Snell griff das Boot um drei Uhr nachmittags aus tiefhängenden Wolken heraus mit Wasserbomben an. Dabei wurde das Boot auf der Position 59°50’N, 09°28’W versenkt, wobei alle 43 Besatzungsmitglieder ums Leben kamen. U 261 war eines von fünf neuen U-Booten der Kriegsmarine, die im September 1942 im Nordatlantik verlorengingen.